# Biología experimental

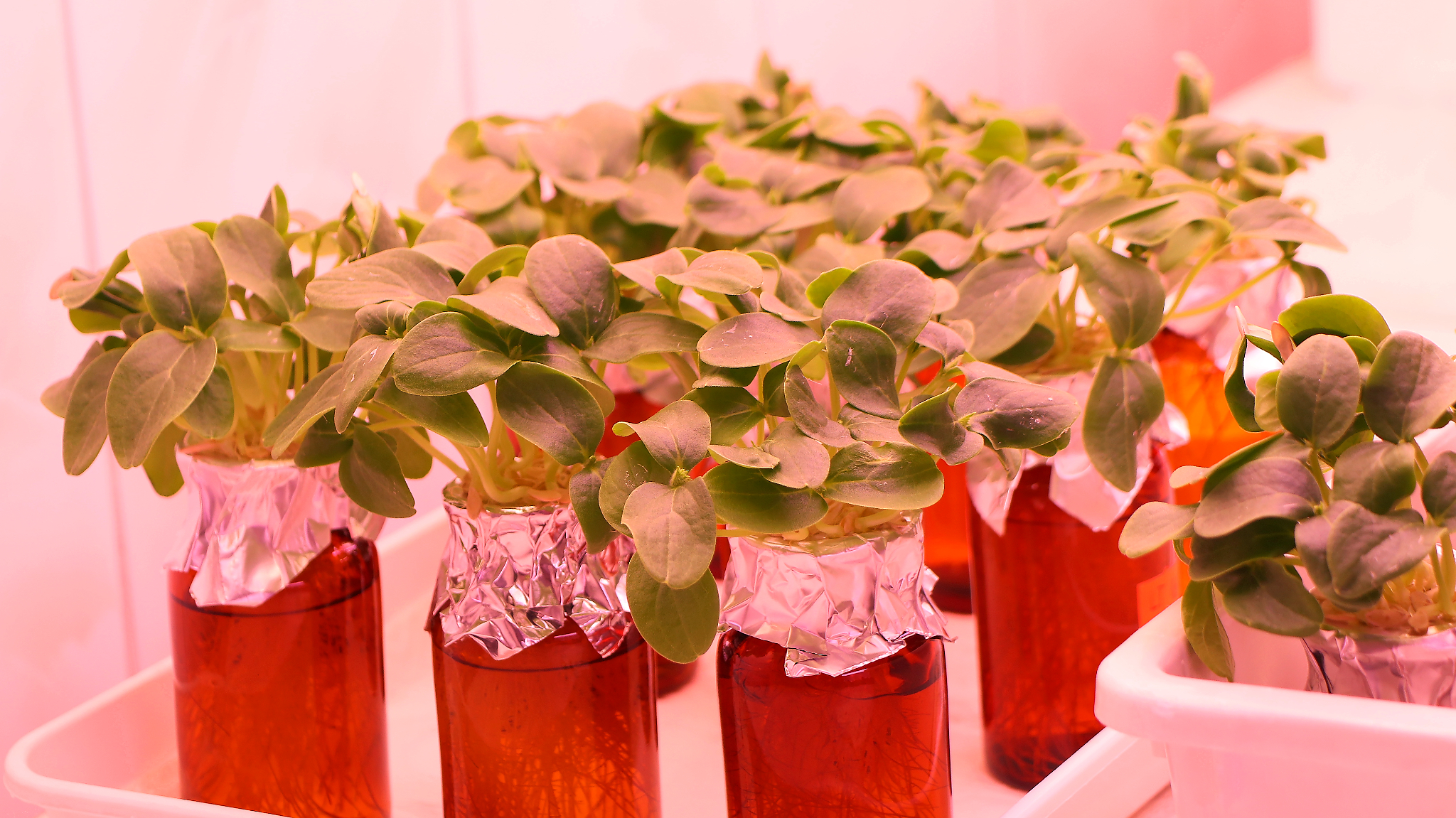
Biología Experimental de Plantas

La biología experimental es el conjunto de enfoques en el campo de la biología relacionados con la realización de experimentos para investigar y comprender fenómenos biológicos. 
El término se opone a la biología teórica que se ocupa del modelado matemático y las abstracciones de los sistemas biológicos.
Los métodos empleados en biología experimental son numerosos y de diferente naturaleza incluyendo moleculares, bioquímicos, biofísicos, microscópicos y microbiológicos.
La biología experimental es una rama de la biología que se basa en la aplicación del método científico para formular y probar hipótesis mediante la manipulación controlada de variables en experimentos reproducibles. A diferencia de enfoques observacionales o teóricos, este campo se centra en establecer relaciones causales entre los fenómenos biológicos a través de diseños experimentales rigurosos.
La formulación de preguntas verificables y la recolección sistemática de datos son esenciales para garantizar la validez de los experimentos. La aplicación rigurosa de este método permite la reducción de la incertidumbre en la investigación biológica y la obtención de resultados cuantificables y reproducibles.
El diseño experimental en biología requiere el establecimiento de controles, replicación y aleatorización para minimizar los sesgos. La inclusión de grupos control y la comparación con tratamientos experimentales permiten atribuir efectos específicos a las variables manipuladas. La aleatorización en la asignación de muestras y tratamientos evita la introducción de sesgos sistemáticos que podrían comprometer la interpretación de los resultados. El control de variables es fundamental en los experimentos biológicos para garantizar que los cambios observados sean consecuencia directa de la variable en estudio. Las técnicas modernas han facilitado este proceso, permitiendo mediciones con mayor precisión y reduciendo el impacto de factores externos. La estandarización de protocolos experimentales y el uso de herramientas analíticas avanzadas han mejorado la capacidad de identificar relaciones causales entre fenómenos biológicos.
La replicabilidad de los experimentos es un requisito clave para la validez científica. En la biología experimental, la falta de replicación adecuada puede generar interpretaciones erróneas y dificultar la construcción de conocimiento generalizable. La implementación de datos abiertos y la publicación de protocolos detallados han sido propuestas como estrategias para mejorar la reproducibilidad de los estudios experimentales.
El desarrollo de prácticas de investigación reproducibles y la implementación de estrategias para la construcción de consenso dentro de la biología experimental han cobrado relevancia en la comunidad científica. Se ha reportado que menos del 10 % de los estudios en esta disciplina publican datos reutilizables, lo que dificulta la validación de resultados y la colaboración entre grupos de investigación. La promoción de datos abiertos y la aplicación de estándares FAIR (Findable, Accessible, Interoperable, Reusable) han sido propuestas como soluciones para mejorar la transparencia en este campo.
En el contexto de la publicación científica, la biología experimental ha experimentado cambios significativos en las últimas décadas. Se ha identificado un aumento en la cantidad de datos requeridos para la publicación, lo que ha generado un alargamiento en los tiempos necesarios para que los investigadores, especialmente estudiantes de doctorado y postdoctorado, publiquen sus primeros artículos. Este proceso ha llevado a la discusión sobre estrategias para acelerar la difusión de los hallazgos científicos sin comprometer su calidad.

## Avances tecnológicos en Biología Experimental
El desarrollo de tecnologías avanzadas ha permitido a la biología experimental abordar procesos biológicos con una resolución sin precedentes. La microscopía de fluorescencia ha sido una herramienta fundamental para visualizar la localización y dinámica de proteínas en células vivas. Esta técnica ha facilitado el estudio de interacciones biomoleculares en tiempo real, permitiendo comprender la organización subcelular y la regulación de procesos fisiológicos con alta precisión. La implementación de variantes como la microscopía de fluorescencia de superresolución ha permitido la observación de estructuras a escala nanométrica, ampliando el conocimiento sobre la distribución espacial de proteínas y su función en distintos contextos celulares.
El seguimiento individual de proteínas ha sido optimizado mediante la combinación de fluorescencia con técnicas de rastreo de partículas. Estas metodologías han permitido analizar la movilidad y la dinámica de proteínas de membrana en diferentes condiciones fisiológicas, proporcionando información detallada sobre su interacción con otros componentes celulares y su respuesta a estímulos externos. La utilización de marcadores fluorescentes específicos ha sido clave para diferenciar subpoblaciones proteicas y estudiar su comportamiento a nivel molecular con alta especificidad.
El desarrollo de plataformas automatizadas para la adquisición y análisis de imágenes ha mejorado la capacidad de los investigadores para procesar grandes volúmenes de datos con mayor eficiencia. Algoritmos de análisis de imagen han optimizado la detección y cuantificación de eventos dinámicos en células vivas, aumentando la reproducibilidad y precisión de los resultados obtenidos en estudios experimentales. La integración de estas tecnologías con herramientas de inteligencia artificial ha permitido el reconocimiento de patrones y la predicción de dinámicas celulares con mayor exactitud.
Las innovaciones en técnicas de microscopía y seguimiento de proteínas han transformado la biología experimental, permitiendo la obtención de información cuantitativa sobre procesos biomoleculares con un nivel de detalle sin precedentes. La aplicación de estos enfoques ha sido crucial para el avance en la comprensión de la biología celular y la regulación de funciones esenciales en organismos vivos.

## Biología Experimental en Ecología y Conservación
El uso de metodologías experimentales ha sido fundamental para la investigación en ecología y conservación, permitiendo evaluar de manera cuantificable el impacto de diferentes factores ambientales sobre especies y ecosistemas. A través de experimentos controlados, se han identificado los efectos del cambio climático en diversas poblaciones animales y vegetales, proporcionando datos concretos para la toma de decisiones en gestión ambiental. Estas aproximaciones han facilitado la implementación de estrategias basadas en evidencia científica, optimizando los esfuerzos de conservación.
En el ámbito de la restauración ecológica, la biología experimental ha permitido evaluar la efectividad de intervenciones dirigidas a mitigar la degradación ambiental. Estudios experimentales han demostrado la importancia de la manipulación de hábitats para la recuperación de especies en peligro y el restablecimiento de funciones ecosistémicas clave. La comparación de diferentes técnicas de restauración mediante enfoques experimentales ha ayudado a identificar aquellas con mayor potencial de éxito en distintos contextos ecológicos.
El desarrollo de modelos experimentales en ecología ha sido crucial para la predicción de respuestas biológicas ante cambios ambientales. La combinación de datos experimentales con herramientas de modelización ha permitido mejorar la precisión de las proyecciones sobre la resiliencia de especies y ecosistemas frente a amenazas como la contaminación y la fragmentación del hábitat. Estos enfoques han resultado fundamentales para el diseño de políticas de conservación efectivas y la mitigación de impactos ambientales.
La biología experimental también ha contribuido a la identificación de estrategias óptimas para la gestión de recursos naturales. Estudios sobre el manejo de poblaciones pesqueras y la conservación de especies explotadas han demostrado que las decisiones basadas en evidencia experimental pueden reducir los efectos negativos de la sobreexplotación y favorecer la sostenibilidad de los ecosistemas marinos y terrestres. La incorporación de metodologías experimentales en la planificación ambiental ha reforzado la capacidad de adaptación frente a los desafíos globales de conservación.

## Consenso en la biología experimental
El consenso en la biología experimental es un elemento fundamental para el avance del conocimiento en esta disciplina. Dado que los estudios experimentales pueden producir resultados divergentes, es necesario establecer mecanismos que permitan evaluar, comparar y validar la información generada. El establecimiento de consenso en biología experimental permite generar marcos conceptuales sólidos que facilitan la interpretación de los resultados y la formulación de nuevas hipótesis. Esto es particularmente relevante en áreas que abordan problemáticas complejas, como los efectos del cambio climático en organismos vivos, donde la integración de datos de diversas fuentes y metodologías es fundamental para obtener conclusiones fiables. La integración de múltiples enfoques, la transparencia en los datos y la colaboración interdisciplinaria son claves para fortalecer la confianza en los hallazgos científicos y su aplicación en distintos campos.
A pesar de los esfuerzos para fortalecer la comunicación y la validación de datos en biología experimental, persisten varios desafíos, como las diferencias en enfoques metodológicos y terminología dificultan la comparación de resultados, acceso desigual a recursos de infraestructura y financiamiento, y conflictos de interés que pueden afectar la forma en que se interpretan y comunican ciertos resultados.
El consenso científico no es un proceso automático, sino que depende de múltiples factores como la disponibilidad de datos abiertos, completos y reutilizables, la reproducibilidad de estudios, y la confrontación de ideas y la evaluación de evidencia en foros científicos para consolidar teorías y descartar interpretaciones erróneas. Además debe considerarse la interdisciplinariedad para abordar preguntas científicas desde múltiples perspectivas y enriquecer la interpretación de los resultados. De igual manera, debería evitarse el sesgo de publicación, incluyendo resultados negativos o no concluyentes para evitar la distorsión de la evidencia disponible. Por otro lado, con el avance de la ciencia abierta y la consolidación de estrategias interdisciplinarias, es posible fortalecer la confianza en los resultados experimentales y maximizar su impacto en la sociedad y la toma de decisiones.

## Comunicación de la biología experimental
El avance de la biología experimental depende no solo de la calidad de los experimentos, sino también de la forma en que se comunican sus resultados. En este sentido, la comunicación de la biología experimental es esencial para la difusión del conocimiento, la validación de resultados y el fortalecimiento del vínculo entre la comunidad científica y la sociedad. Al tratarse de una disciplina basada en la observación empírica y la experimentación, requiere estrategias efectivas para transmitir sus hallazgos de manera clara, precisa y accesible. Con la creciente importancia de la interdisciplinariedad y el acceso abierto, la comunicación de la biología experimental juega un papel central en la generación de nuevo conocimiento y su aplicación en diversas áreas. Por lo tanto, una comunicación efectiva permite facilitar la reproducibilidad de los estudios, asegurando que otros investigadores puedan validar y ampliar los hallazgos mediante la replicación experimental. Además, fomenta la colaboración interdisciplinaria al promover la integración de conocimientos de distintas áreas como la bioinformática, la biotecnología y la ecología.
Para mejorar la comunicación en biología experimental, se han identificado diversas estrategias. El uso de un lenguaje accesible es esencial, evitando tecnicismos innecesarios y empleando metáforas o ejemplos que faciliten la comprensión del público general. Involucrar a la sociedad en la ciencia permite una mayor comprensión y apoyo a la investigación científica, además de fomentar la alfabetización científica. Asimismo, contribuye a reducir la desinformación, asegurando que los descubrimientos científicos sean interpretados correctamente y evitando la propagación de conceptos erróneos. En este sentido, la Society for Experimental Biology maximiza los esfuerzos de comunicación de la Biología Experimental mediante subvenciones de divulgación para sus miembros y no miembros. Transformar la comunicación científica en una práctica accesible y efectiva no solo beneficiará a la comunidad académica, sino que también fomentará una mayor comprensión del mundo natural y sus procesos fundamentales en la sociedad en general.
La publicación en acceso abierto también juega un papel clave en la democratización del conocimiento, eliminando barreras económicas y permitiendo que cualquier persona interesada acceda a los hallazgos científicos. Del mismo modo, el empleo de plataformas digitales como redes sociales, blogs, podcasts y videos expande el alcance de la comunicación científica, permitiendo la interacción con diversas audiencias.
La capacitación en comunicación científica y el uso de nuevas tecnologías seguirán siendo factores clave para optimizar la difusión y comprensión de la biología experimental. El futuro de la comunicación en biología experimental avanza hacia un modelo más abierto, accesible e interactivo. La integración de tecnología digital, incluyendo inteligencia artificial, realidad aumentada y modelos interactivos, facilitará la visualización de datos y la comprensión de procesos biológicos complejos. La expansión de plataformas de divulgación científica permitirá que los investigadores lleguen a nuevas audiencias a través de redes sociales y medios audiovisuales. Además, la implementación de programas de reconocimiento para científicos involucrados en divulgación contribuirá a un cambio en la cultura académica, incentivando la comunicación efectiva. La interdisciplinariedad continuará siendo un pilar fundamental, con colaboraciones entre biólogos experimentales y expertos en comunicación, diseño gráfico y tecnología, mejorando la presentación y alcance de los materiales de divulgación. Asimismo, la participación del público en la investigación, mediante iniciativas de ciencia ciudadana, facilitará la recolección y análisis de datos por parte de personas fuera del ámbito académico.

## Galería
- Fluorescence-and-Bioluminescence-Imaging-of-Angiogenesis-in-Flk1-Nano-lantern-Transgenic-Mice-srep46597-s2.ogv
- Overexpression-of-the-Wheat-Aquaporin-Gene-TaAQP7-Enhances-Drought-Tolerance-in-Transgenic-Tobacco-pone
- Development-of-an-Agrobacterium-Mediated-Stable-Transformation-Method-for-the-Sensitive-Plant
- Ubiquitination-is-involved-in-secondary-growth-not-initial-formation-of-polyglutamine-protein

- Visualizando gravitropismo en Pinus pinaster después de inclinar artificialmente la planta.
- Medición de la fuerza de agarre en el escarabajo Bolitotherus cornutus.
- Observación de un pez arquero disparando a su presa.
- Medición de la dispersión de semillas causada por la remolina de un automóvil que pasa.